# Linda Keough
Linda Keough, född den 26 december 1963 i London, är en brittisk före detta friidrottare som tävlade i kortdistanslöpning.
Keoughs främsta meriter kom som en del av brittiska stafettlag på 4 x 400 meter. Vid både EM 1990 och vid VM 1993 ingick hon i stafettlag som slutade på tredje plats.

## Personliga rekord
- 400 meter - 50,98 från 1991
- 800 meter - 2.01,82 från 1993